# ジェフ・バグウェル
ジェフリー・ロバート・バグウェル（Jeffrey Robert Bagwell, 1968年5月27日 - ）は、アメリカ合衆国マサチューセッツ州ボストン出身の元プロ野球選手（一塁手）。右投右打。愛称は「バギー」（Baggy）。

## 経歴
1989年のMLBドラフト4巡目（全体110位）でボストン・レッドソックスから指名され、プロ入り。
1990年はAA級ニューブリテン・レッドソックスで打率.333・出塁率.422を記録するが、8月31日にラリー・アンダーセンとのトレードで、ヒューストン・アストロズへ移籍した。ボストン出身だけあって家族全員がレッドソックスファンであり、自身もカール・ヤストレムスキーの大ファンだった。それだけに、このトレードには非常に衝撃を受けたと後に語っている。
後にレッドソックスファンの間では、このトレードは「ベーブ・ルース放出以来の悲劇」とも言われた。トレード時点のレッドソックスには三塁手にウェイド・ボッグスがおり、後継者としてスコット・クーパーやティム・ネアリングに加えて一塁手でもモー・ボーンがプロスペクトとして控えていたため余剰戦力となっていたバグウェルを放出したのは意義のあるトレードと考えていたと当時のGMは述懐している。しかしバグウェルは移籍先のアストロズで主軸を担う打者となった一方で、獲得したアンダーセンはシーズン終了後にレッドソックスを去り、クーパーとネアリングは1997年を最後にメジャーリーグから姿を消してしまった。なおボッグス自身は1993年にニューヨーク・ヤンキースに移籍後復活を遂げ4年連続で打率3割を達成、通算3000本安打を達成し後継者と目された2人よりも後の1999年まで現役を続けている。
1991年は開幕メジャー入りを果たし、4月8日のシンシナティ・レッズ戦でメジャーデビュー。元は三塁手だったが、三塁にはケン・カミニティがいたため一塁手にコンバートされる。レギュラーを獲得し、打率.294、15本塁打、82打点を記録。球団史上初のルーキー・オブ・ザ・イヤーを受賞した。
1992年は5月終了時点で打率.230と低迷したが、その後復調。全試合に出場して打率.273、18本塁打、96打点を記録した。
1993年は5月に打率.412を記録し、プレイヤー・オブ・ザ・マンスを初受賞。9月12日のフィラデルフィア・フィリーズ戦で左手に死球を受けて骨折し、以後は欠場するものの打率.320、20本塁打、88打点の好成績を挙げた。
1994年は6月24日のロサンゼルス・ドジャース戦で、6回の1イニング2本塁打を含む3打席連続本塁打を記録。6月は打率.394・13本塁打、7月は打率.409、11本塁打でプレイヤー・オブ・ザ・マンスを2ヶ月連続で受賞するなど前半戦で打率.348、27本塁打、82打点を記録し、オールスターゲームに初選出される。8月10日のサンディエゴ・パドレス戦で再び左手に死球を受けて骨折。2日後に1994年から1995年のMLBストライキに突入し、そのままシーズンが打ち切られた。共に球団新記録でリーグ2位の打率.368、39本塁打、いずれもリーグトップの116打点・104得点・長打率.750・OPS1.201を記録し、最多打点のタイトルを獲得。MVPをリーグ4人目となる満票で受賞し、シルバースラッガー賞・ゴールドグラブ賞も初受賞した。
1995年は5月28日のアトランタ・ブレーブス戦で8回に本塁打を放ち、グレッグ・マダックスのノーヒッターを阻止。前年の活躍から一転して5月終了時点で打率が.200を切る不振に陥る。7月30日、前年と同じパドレス戦でまたも左手に死球を受けて3年連続で骨折し、1ヶ月の離脱。打率.290、21本塁打、87打点の成績だった。この頃からチームメイトのクレイグ・ビジオ、デレク・ベルと共に「キラーB's」（殺人蜂の意、3人のイニシャルがBなことに由来する）と呼ばれた。この呼び名は、後にベルが退団後もランス・バークマン、カルロス・ベルトランを擁して受け継がれた。
このオフ共に主軸として打線を引っ張ってきたビジオがFAとなり、年俸面から交渉が難航すると見られていた。これを受けてバグウェルは自らの年俸を200万ドル返還する形で（返還前のバグウェルの年俸は688万ドル）慰留資金を提供した。これに応える形でビジオは市場価格から遥かに安い4年2200万ドルで再契約した。
1996年は5月に打率.360、10本塁打、31打点を記録し、4度目のプレイヤー・オブ・ザ・マンスを受賞。全試合に出場して打率.315、31本塁打、120打点、リーグトップの48二塁打を記録した。
1997年は打率.286、共にリーグ2位の43本塁打、135打点、31盗塁を記録し球団史上初、一塁手としては1987年のジョー・カーター以来2人目の30本塁打・30盗塁を達成。チームの11年ぶり地区優勝の原動力となる。ブレーブスとのディビジョンシリーズでは12打数1安打と全く振るわず、チームは3連敗で敗退した。MVPの投票ではラリー・ウォーカー、マイク・ピアッツァに次ぐ3位だった。
1998年は序盤は低調も徐々に持ち直し、打率.304、34本塁打、111打点を記録し、チームは地区連覇。パドレスとのディビジョンシリーズでは第2戦で3打点を挙げるが打率.143に終わり、チームは1勝3敗で敗退。
1999年は全試合に出場して打率.304、42本塁打、126打点、30盗塁、共にリーグトップの149四球・143得点で2度目の30本塁打・30盗塁を達成し、チームは地区3連覇。ブレーブスとのディビジョンシリーズでは打率.154とまたも振るわず、チームは1勝3敗で3年連続のディビジョン敗退となった。MVPの投票ではチッパー・ジョーンズに次ぐ2位だった。
打者有利の新球場エンロン・フィールドが開場した2000年は打率.310、共にリーグ3位の47本塁打・132打点、リーグトップの152得点を記録するが、チームは地区4位に終わった。

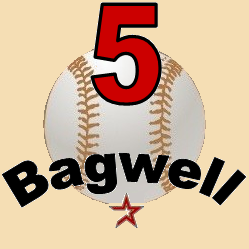
バグウェルの背番号「5」。
ヒューストン・アストロズの永久欠番に2007年指定。

2001年は7月7日のカンザスシティ・ロイヤルズ戦で7打点、7月18日のセントルイス・カージナルス戦でサイクルヒットを達成するなど7月に9本塁打、36打点を記録し、5度目のプレイヤー・オブ・ザ・マンスを受賞。キャリアワーストの135三振を喫したが、39本塁打、130打点、106四球、126得点を記録し、史上初の6年連続30本塁打、100打点、100四球、100得点を達成。3度目の対戦となったブレーブスとのディビジョンシリーズでは打率.429・5四球を記録するが、チームは3連敗でまたも敗退した。
2002年は31本塁打、101四球を記録するが、98打点、94得点で連続記録が途切れた。
2004年は右肩の故障を抱えながらも27本塁打を記録し、チームはワイルドカードを獲得。ブレーブスとのディビジョンシリーズでは第2戦でポストシーズン初本塁打を放つなど2本塁打・5打点と活躍し、3勝2敗で4度目の対戦にして勝利。カージナルスとのリーグチャンピオンシップシリーズでは王手をかけてから連敗し、悲願のリーグ優勝はならなかった。
2005年は5月から4ヶ月に渡って故障者リスト入り。復帰後は代打として出場し、チームは2年連続でワイルドカードを獲得。プレイオフでブレーブス、カージナルスを破り球団創設以来初のリーグ優勝を果たす。シカゴ・ホワイトソックスとのワールドシリーズでは打率.125に終わり、チームは4連敗で敗退した。
2006年は出場なしに終わり、12月15日に現役引退を発表。通算449本塁打、1529打点、1401四球、1999年の149四球、2000年に記録した47本塁打、152得点はいずれも球団記録である。
2007年からはアドバイザースタッフとして球団に残る。同年8月26日、背番号『5』が球団史上8人目の永久欠番に指定された。2010年途中から同年終了まで打撃コーチを務めた。
2017年1月18日、殿堂候補有資格7年目でアメリカ野球殿堂入りを果たした。381票は同年のトップ選出となった。

## 薬物疑惑
メジャー昇格前は長打力に乏しかったが、昇格後は次第にボディビルダーのような筋骨隆々の体になり、リーグを代表する強打者になったことから薬物使用を疑われることが多かったが、その度に使用を否定してきた。それでも疑惑は残ったままで、アメリカ野球殿堂入りの得票率にも悪影響を与えている。

## 人物
- フランク・トーマスとは同じ生年月日で、彼は主にシカゴ・ホワイトソックスで活躍し、2014年にアメリカ野球殿堂に表彰された

## 詳細情報

### 年度別打撃成績
| 年 度     | 球 団     | 試 合 | 打 席 | 打 数 | 得 点 | 安 打 | 二 塁 打 | 三 塁 打 | 本 塁 打 | 塁 打 | 打 点 | 盗 塁 | 盗 塁 死 | 犠 打 | 犠 飛 | 四 球 | 敬 遠 | 死 球 | 三 振 | 併 殺 打 | 打 率 | 出 塁 率 | 長 打 率 | O P S |
| --------- | --------- | ----- | ----- | ----- | ----- | ----- | -------- | -------- | -------- | ----- | ----- | ----- | -------- | ----- | ----- | ----- | ----- | ----- | ----- | -------- | ----- | -------- | -------- | ----- |
| 1991      | HOU       | 156   | 650   | 554   | 79    | 163   | 26       | 4        | 15       | 242   | 82    | 7     | 4        | 1     | 7     | 75    | 5     | 13    | 116   | 12       | .294  | .387     | .437     | .824  |
| 1992      | HOU       | 162   | 697   | 586   | 87    | 160   | 34       | 6        | 18       | 260   | 96    | 10    | 6        | 2     | 13    | 84    | 13    | 12    | 97    | 17       | .273  | .368     | .444     | .812  |
| 1993      | HOU       | 142   | 609   | 535   | 76    | 171   | 37       | 4        | 20       | 276   | 88    | 13    | 4        | 0     | 9     | 62    | 6     | 3     | 73    | 20       | .320  | .388     | .516     | .904  |
| 1994      | HOU       | 110   | 479   | 400   | 104   | 147   | 32       | 2        | 39       | 300   | 116   | 15    | 4        | 0     | 10    | 65    | 14    | 4     | 65    | 12       | .368  | .451     | .750     | 1.201 |
| 1995      | HOU       | 114   | 539   | 448   | 88    | 130   | 29       | 0        | 21       | 222   | 87    | 12    | 5        | 0     | 6     | 79    | 12    | 6     | 102   | 9        | .290  | .399     | .496     | .895  |
| 1996      | HOU       | 162   | 719   | 568   | 111   | 179   | 48       | 2        | 31       | 324   | 120   | 21    | 7        | 0     | 6     | 135   | 20    | 10    | 114   | 15       | .315  | .451     | .570     | 1.021 |
| 1997      | HOU       | 162   | 717   | 566   | 109   | 162   | 40       | 2        | 43       | 335   | 135   | 31    | 10       | 0     | 8     | 127   | 27    | 16    | 122   | 10       | .286  | .425     | .592     | 1.017 |
| 1998      | HOU       | 147   | 661   | 540   | 124   | 164   | 33       | 1        | 34       | 301   | 111   | 19    | 7        | 0     | 5     | 109   | 8     | 7     | 90    | 14       | .304  | .424     | .557     | .981  |
| 1999      | HOU       | 162   | 729   | 562   | 143   | 171   | 35       | 0        | 42       | 332   | 126   | 30    | 11       | 0     | 7     | 149   | 16    | 11    | 127   | 18       | .304  | .454     | .591     | 1.045 |
| 2000      | HOU       | 159   | 719   | 590   | 152   | 183   | 37       | 1        | 47       | 363   | 132   | 9     | 6        | 0     | 7     | 107   | 11    | 15    | 116   | 19       | .310  | .424     | .615     | 1.039 |
| 2001      | HOU       | 161   | 717   | 600   | 126   | 173   | 43       | 4        | 39       | 341   | 130   | 11    | 3        | 0     | 5     | 106   | 5     | 6     | 135   | 20       | .288  | .397     | .568     | .965  |
| 2002      | HOU       | 158   | 691   | 571   | 94    | 166   | 33       | 2        | 31       | 296   | 98    | 7     | 3        | 0     | 9     | 101   | 8     | 10    | 130   | 16       | .291  | .401     | .518     | .919  |
| 2003      | HOU       | 160   | 702   | 605   | 109   | 168   | 28       | 2        | 39       | 317   | 100   | 11    | 4        | 0     | 3     | 88    | 3     | 6     | 119   | 25       | .278  | .373     | .524     | .897  |
| 2004      | HOU       | 156   | 679   | 572   | 104   | 152   | 29       | 2        | 27       | 266   | 89    | 6     | 4        | 0     | 3     | 96    | 6     | 8     | 131   | 12       | .266  | .377     | .465     | .842  |
| 2005      | HOU       | 39    | 123   | 100   | 11    | 25    | 4        | 0        | 3        | 38    | 19    | 0     | 0        | 0     | 4     | 18    | 1     | 1     | 21    | 2        | .250  | .358     | .380     | .738  |
| MLB：15年 | MLB：15年 | 2150  | 9431  | 7797  | 1517  | 2314  | 488      | 32       | 449      | 4213  | 1529  | 202   | 78       | 3     | 102   | 1401  | 155   | 128   | 1558  | 221      | .297  | .408     | .540     | .948  |

- 各年度の太字はリーグ最高

### タイトル
- 打点王：1回（1994年）

### 表彰
- アメリカ野球殿堂：2017年
- シーズンMVP：1回（1994年）
- 新人王：（1991年）
- シルバースラッガー賞：3回（1994年、1997年、1999年）
- ゴールドグラブ賞：1回（1994年）
- プレイヤー・オブ・ザ・マンス：5回 （1993年5月、1994年6月、1994年7月、1996年5月、2001年7月）
- プレイヤー・オブ・ザ・ウィーク：6回（1993年5月17日 - 5月23日、1994年6月13日 - 6月19日、1994年6月20日 - 6月26日、1994年7月18日 - 7月24日、1997年4月21日 - 4月27日、2000年8月7日 - 8月13日）

### 記録
- MLBオールスターゲーム選出：4回（1994年, 1996年, 1997年, 1999年）
- サイクル安打：1回（2001年7月18日）

### 背番号
- 5（1991年 - 2005年、2010年）※ヒューストン・アストロズの永久欠番